# 太古仓

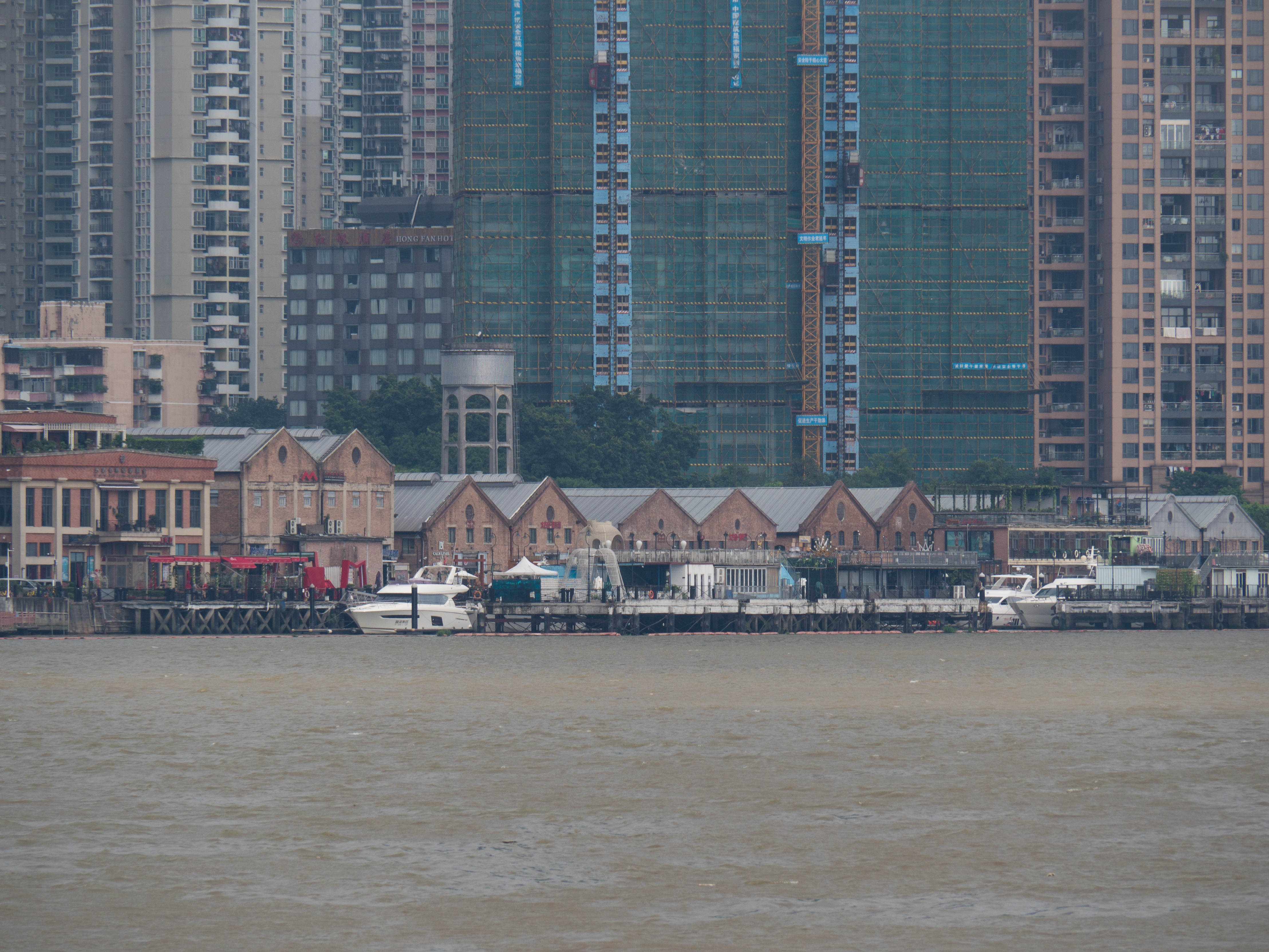
太古仓江侧

太古仓码头（英語：Butterfield & Swire's Godowns & Wharf）位于广州市河南（海珠区）白蚬壳（旧名），现门牌革新路124号，由英国太古洋行于1904年－1908年间修建，供太古轮船公司使用，是一座有100多年历史的丁字型货运码头及英式仓库群的港口，在20世纪20年代的广州来讲，是比较完善的仓储码头。目前经活化作文化创意、展贸、会展、休闲娱乐、旅游观光等等用。

## 历史
太古仓码头始建于1904年至1908年间，由英资太古洋行所建，是英国太古轮船公司码头仓库，故称太古仓（英語：Butterfield & Swire's Godowns）。据说当时是一边修建一边使用，太古轮船公司经过内河航线的26艘三千吨左右的货船邮轮，陆续使用这个沿线长达321米的码头靠泊装卸货物。码头正式启用后，由太古洋行代理的黑烟囱轮船公司船只经常来往于广州太古仓码头至天津、上海、青岛、北海之间。当时在南河道（珠江干流广州市区段后航道）两岸各码头仓库中，无论航线、船舶到港数量还是货运量，均以太古仓码头最高。

### 民國時期
1928年－1933年，在陈济棠主粤期间，太古仓码头区又进行过改造和扩建。当时采用高桩梁板式结构分别建成内一码头（即今太古仓7座仓库）一号、二号、三号桥泊位（即今太古仓三座“丁”字形码头）和内二码头（即今大阪仓）。
抗日战争期间，日军多次出动飞机对广州进行轰炸，太古仓也受到一定破坏。广州失陷后，
为侵华日军占用，作军事物资和人员重要的转运基地。抗日战争结束后，1947年12月，广东省国民政府设立广东省民食计划委员会和广东省粮食经理委员会，将广州怡和（渣甸仓）、太古、大阪3个仓库用于储存粮食（国民政府善后救济总署储存物资），后由于来市的粮食增多，粮仓不敷囤积，还借用市内米机的仓库代储粮食。之后改为海员出口仓，由粤海关派专人驻仓检查。
中国人民解放军攻占广州前夕，负责太古仓保卫工作的警察撤离，附近民众到此哄抢大米，至解放军进城后方得以制止。

### 共和國時期
1950年8月，为保管市政救济粮和配合夏粮收购，政府再租赁太古仓、大生仓和荣兴堂仓库以及黄埔大道的2个民房仓库储存粮食。
韓戰爆發後，港英政府陸續扣繳了廣東省人民政府水產局在當地所有的五艘漁船，最後一艘是於1953年1月31日依照當地的法庭指令扣押，廣東省人民政府葉劍英主席隨即公開發出抗議，聲明英國政府會承擔後果。同年2月24日，广州市军事管制委员会即奉命，由軍管會外事處處長曹若茗代表會見廣州的太古公司負責人，宣佈徵用英國在廣州市的太古輪船股份有限公司碼頭倉庫（營業處所除外）及西堤第十六號樓房的全部財產，同時宣佈委任沙夫為軍事代表。太古仓在被充公後，被轉由交通部广州港务管理局内港装卸区掌控經營。
1955年码头年操作量达到100万吨；1957年广州港务河南作业区成立，对外称为内一码头，后由广州港集团有限公司经营。1965年11月20日，经国务院批准，广州港成为对外开放港口，码头成为国家一类对外开放口岸。
1968年，在上山下乡浪潮中，太古仓码头成为运送广州知识青年赴湛江、海南参加南疆建设的重要码头。文化大革命期间，太古仓曾经遭受重创。1967年9月1－3日，太古仓发生了“武斗”，致使部分仓库着火，死7人，伤10余人，其中三层高的8号仓库被烧毁，财产损失巨大，3日，中央调查组还曾亲自到太古仓现场进行调查。在“十年浩劫”中，太古仓曾经遭到炮击，其中一座以储存包装白糖为主的仓库被打穿出个大窿。虽后修复，但修复的位置所堆存的包装白糖往往容易受潮，而其他位置和其他仓库就无此弊，反映太古仓在建造之初，其整体设计、建筑材料、施工工艺和防潮措施等等较现时更为科学严谨。
近年随着广州港集团先后建设了新沙、南沙港区，广州港的货物运输逐渐向东、向南迁移，太古仓的货物吞吐量日渐衰落；以及工业大道一带由原先的工厂区逐渐转化为居民住宅区，其储运码头功能发生改变。2003年底，时任广州市市长张广宁到太古仓码头视察，要求要对此做好保护和利用；2007年6月6日随着最后一艘货船驶离码头，结束长达100多年的码头装卸历史；2008年12月19日被公布为第七批广州市文物保护单位。2008年4月起，由广州港集团投资8000多万元对太古仓码头进行转型改造工程。

## 建筑
太古仓码头地处珠江后航道东岸，靠近白鹅潭。整个码头区域包括3座丁字型栈桥式混凝土码头，7座英式建筑风格的砖木结构仓库（8个编号）及后方场地建筑物组成。其中路域占地面积54888平方米，连同水域面积共71236平方米。

### 码头
码头岸线长312米，其中1号栈桥长78米，2号栈桥长73米，3号栈桥长68米。码头水深－5.4米，均为3000吨级泊位，今后将由货运码头转型为游艇、游船码头。

### 各仓库
各仓库沿珠江岸线由南往北并排而建，以每两座仓库为一组，屋顶相连接。仓库高约6米，每个并联仓库组之间，有宽约6米的通道。

#### 一号仓
一号仓位于仓库群的最南侧，是太古仓码头最早修建的的仓库之一。面积1584.7平方米，主要用于储存谷种等粮食作物。

#### 二号仓
二号仓面积1615平方米，主要存放转运至海南、新加坡、马来西亚的各类杂货。该仓原为一个没有屋顶的露天货物堆放场，收归国有后方重建成。目前一、二号仓为葡萄酒采购中心。

#### 三号仓
三号仓面积1699.8平方米，储存的货物以土特产和日用百货为主。目前为展览展示中心。

#### 四号仓
四号仓面积1699.8平方米，主要存放发往新加坡、马来西亚等地的陶瓷和工艺品。目前为服装创意设计园。

#### 五号仓
五号仓面积1699.8平方米，存放货物主要是树脂、石蜡等化工原料。目前该仓空置。

#### 六、七号仓

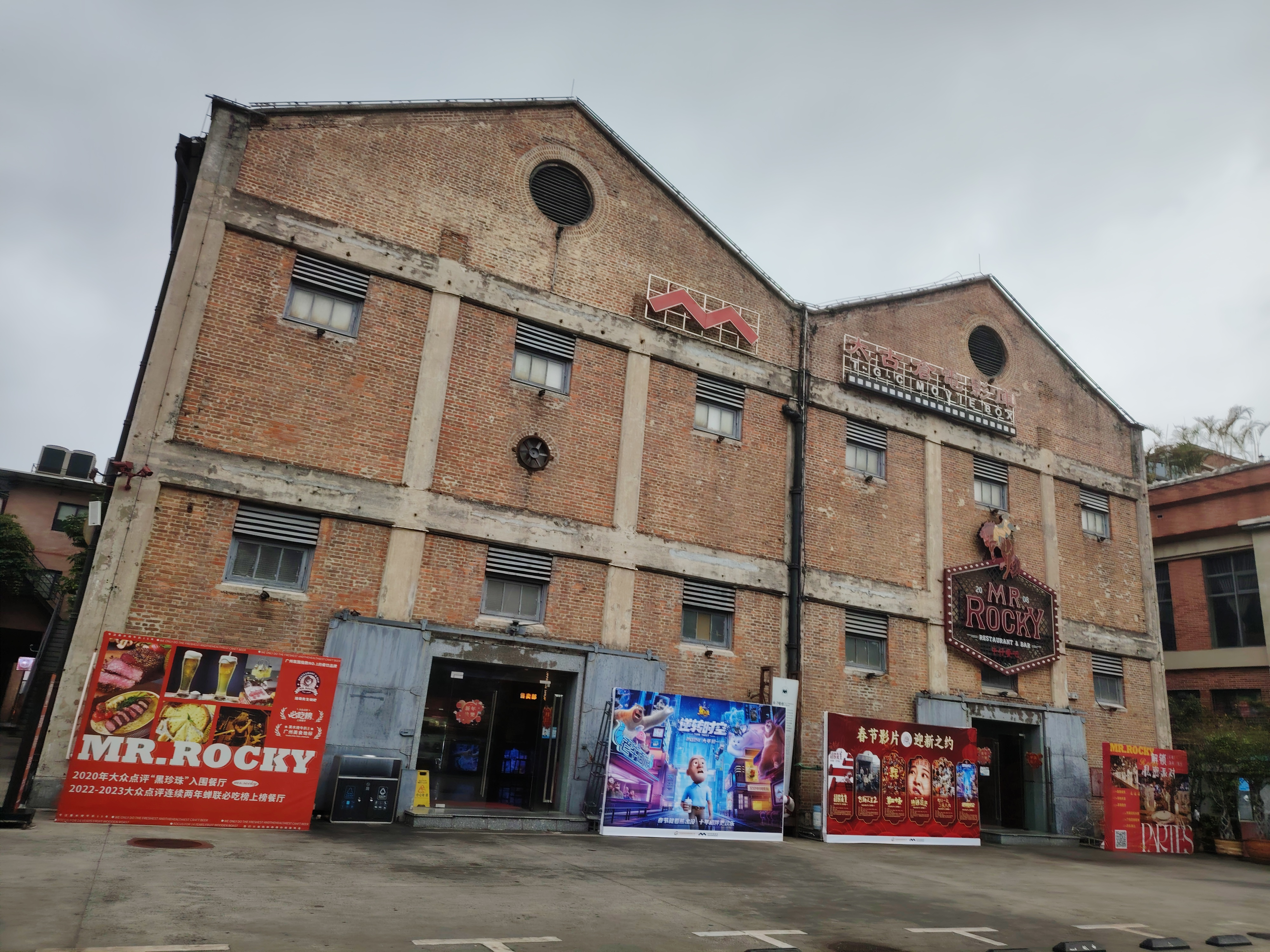
太古仓电影院，原六，七号仓库

六、七号仓面积2996平方米，储存的是以大米为主的粮食。目前为怀旧电影院。

#### 八号仓
八号仓位于最北侧，原是一座两层仓楼，面积3386平方米，用于储存白糖。在文化大革命期间被烧毁，现已重建，目前为游艇俱乐部。

## 公共交通
- 地铁：沙園站
- 巴士：革新路总站(光大花园)
- 渡轮：白蚬壳码头